# کریستنزفیلد
کریستنزفیلد (دانمارکی: Christiansfeld) یک شهر در شهرداری کولدینگ در یوتلاند جنوبی در استان سوددانمارک است. این شهر در سال ۱۷۷۳ توسط کلیسای موراوی ساخته شد و پس از کریستیان هفتم نام‌گذاری شد. این مکان از ژوئیه ۲۰۱۵ تاکنون به عنوان میراث جهانی یونسکو شناخته می‌شود.